# Jean MacLagan
Jean Joseph Pierre Maclagan (Duinkerke, 18 februari 1770 - Brugge, 5 december 1857) was lid van het Belgisch Nationaal Congres.

## Levensloop
Maclagan was de zoon van William Maclagan, die in Perth geboren was en van Cecile Janssens uit Bourbourg. Zelf was hij getrouwd met Marie-Antoinette Dancket.
Hoewel van Engelse origine, was hij toch al voldoende lang in België en houder van de nationaliteit, zodat hij tot plaatsvervangend lid van het Nationaal Congres kon worden gekozen. Door het zich terugtrekken van Felix de Mûelenaere die ook in Brugge was verkozen en daar de zetel opnam, zetelde MacLagan al van bij de aanvang. Ook al stemde hij mee de onafhankelijkheidsverklaring, hij was tegenstander van de eeuwigdurende uitsluiting van de Nassaus en was dan ook een van de 27 tegenstemmers, wat hem onmiddellijk het etiket 'orangist' opleverde.  Hij probeerde zelfs in januari het Congres te overtuigen om hierop terug te komen, wat op een ongehoord tumult werd onthaald en Maclagan mocht doen vrezen fysiek te worden aangevallen.  Hij ging er immers van uit dat iedere voorgestelde kandidaat voor het koningschap problemen met zich zou meebrengen en het dus niet moest uitgesloten worden dat een Nassau (hij dacht aan de kroonprins) zou worden gekozen. Voor het overige werd Maclagan als antiklerikaal gecatalogeerd.
Vervolgens stemde hij bij de eerste stemming over een staatshoofd, ten gunste van Karel van Oostenrijk. Hij stemde vervolgens voor Surlet de Chokier als regent en in juni voor Leopold van Saksen Coburg als staatshoofd. Hij aanvaardde ook het Verdrag der XVIII artikelen
Van beroep brouwer, was Maclagan van 1831 tot 1836 schepen van Oostende. In 1851 werd hij voorzitter van een Mutualiteit van onderlinge bijstand.